# Tam Giang Tịnh Lưu
Tam Giang Tịnh Lưu (tiếng Trung: 云南三江并流; bính âm: Yúnnān Sānjiāng Bìngliú) là một khu vực bảo tồn tại tỉnh Vân Nam, Cộng hòa Nhân dân Trung Hoa. Đây là thượng nguồn của ba con sông nổi tiếng: sông Dương Tử, sông Mê kông và sông Salween (Nộ Giang) trong khu vực Dãy núi Hoành Đoạn thuộc tỉnh Vân Nam. Tam Giang Tịnh Lưu đã được UNESCO công nhận là Di sản thiên nhiên thế giới vào năm 2007.

## Mô tả

### Địa lý
Khu vực bao gồm 15 vùng lõi với tổng diện tích 939.441,4 ha và vùng đệm có diện tích là 758.977,8 ha, trên một vùng với bán kính rộng 180 km và 310 km. Khu vực này là nơi phát tích ba con sông lớn của châu Á chạy song song trên bề rộng 300 km và trên khu vực cao 6000 mét so với mực nước biển.
Đó là sông sông Salween (Nộ Giang) đổ ra Ấn Độ Dương tại cửa sông Mawlamyaing của Miến Điện; sông Mê Kông chảy ra Biển Đông tại các cửa sông miền Nam Việt Nam và sông Dương Tử đổ ra biển Hoa Đông tại Thượng Hải. Các khu vực bảo tồn thiên nhiên đã được thiết lập cùng những địa điểm có cảnh quan đẹp và độc đáo tại đây đã được UNESCO công nhận là Di sản thế giới nhờ sự "đa dạng hầu hết các khu vực nhiệt độ trên Trái Đất" và "vượt trội các tính năng địa hình".
Do vị trí địa lý của nó về địa hình và địa điểm, các khu vực 3 sông chảy song song cùng nhau chứa nhiều loại khí hậu. Lượng mưa hàng năm trung bình khoảng từ 4.600 mm trong Dulongjian tại khu vực phía tây của Gongshan quaän đến 300mm ở trên thung lũng của sông Yangtse. Việc bảo vệ các khu vực xung quanh, khu vực hiện có 6.000 loài cây, 173 loài vật có vú, 417 loài chim, trong đó có 22 loài liệt vào sách đỏ.

### Văn hóa các dân tộc
Ngoài đa dạng về sinh học, tự nhiên, các con sông, cảnh quan, địa hình, Tam Giang Tịnh Lưu còn đa dạng cả về thành phần dân tộc thiểu số. Có tất cả 25 dân tộc ở Vân Nam như Độc Long (nhóm dân tộc thiểu số ít người nhất tại Trung Quốc), Tây Tạng, Nộ, Lật Túc, Bạch, Phổ Mễ, Nạp Tây. Nhiều người trong số các dân tộc thiểu số vẫn còn bảo lưu truyền thống rất tốt và họ vẫn sử dụng trang phục truyền thống như là trang phục mặc hàng ngày.
Trong khu vực cũng có Di sản thế giới của UNESCO khác, đó là Thị trấn cổ Lệ Giang.

## Các khu vực bảo vệ
Tam Giang Tịnh Lưu bao gồm 15 khu vực bảo vệ trong 8 khu vực địa lý. Bao gồm:
- Ba phần riêng biệt của Khu bảo tồn thiên nhiên quốc gia Cao Lê Cống Sơn (Dãy núi Cao Lê Cống)
- Khu bảo tồn thiên nhiên Núi tuyết Cáp Ba cùng với Hổ Khiêu Hiệp
- Khu bảo tồn thiên nhiên Hồ Bích Tháp, một phần của Vườn quốc gia Phổ Đạt Thố thuộc Shangri-La
- Khu bảo tồn thiên nhiên Dãy núi Vân Lĩnh
- Khu vực cảnh quan Cống Sơn
- Khu danh thắng Nguyệt Lượng Sơn ở Phúc Cống
- Khu danh thắng Phiến Mã ở Lô Thủy
- Khu bảo tồn Bạch Mã-Núi tuyết Mai Lý
- Khu danh thắng Hồ Tụ Long thuộc Đức Khâm
- Khu danh thắng Lão Oa Sơn (老窝山) thuộc Phúc Cống
- Khu danh lam thắng cảnh Hồng Sơn (红山) một phần của Vườn quốc gia Phổ Đạt Thố thuộc Shangri-La
- Khu danh thắng Thiên Hồ Sơn (千湖山) thuộc Shangri-La
- Địa điểm tham quan Lão Quân Sơn (老君山) tại Lan Bình